# Казул-д'Еро
Казул-д'Еро (фр. Cazouls-d'Hérault) је насеље и општина у јужној Француској у региону Лангдок-Русијон, у департману Еро која припада префектури Безје.
По подацима из 2011. године у општини је живело 351 становника, а густина насељености је износила 79,95 становника/km². Општина се простире на површини од 4,39 km². Налази се на средњој надморској висини од 20 метара (максималној 31 m, а минималној 9 m).

## Демографија
| 1962. | 1968. | 1975. | 1982. | 1990. | 1999. | 2011. |
| ----- | ----- | ----- | ----- | ----- | ----- | ----- |
| 287   | 315   | 330   | 302   | 283   | 272   | 351   |

График промене броја становника у току последњих година